# Harold Ridley
Nicholas Harold Lloyd Ridley (ur. 10 lipca 1906 w Kibworth, zm. 25 maja 2001 w Salisbury) – brytyjski okulista, wynalazca metody leczenia zaćmy za pomocą wszczepiania sztucznej soczewki wewnątrzgałkowej.

## Życie, edukacja, działalność zawodowa
Harold Ridley przyszedł na świat w szlacheckiej rodzinie z Leicestershire. Wielowiekową tradycją męskiej linii rodziny był wybór zawodu lekarza bądź duchownego – ojciec Ridleya był okulistą, a jednym z jego przodków był anglikański męczennik, biskup Nicholas Ridley. Z powodu separacji rodziców, wychowaniem Harolda oraz jego młodszego brata – Alldera – zajmowała się pochodząca z angielskiego ziemiaństwa matka.
Po ukończeniu szkoły Charterhouse School, w latach 1924–27 Ridley odbył studia w kolegium Pembroke na Uniwersytecie Cambridge. Po ukończeniu studiów uniwersyteckich rozpoczął naukę zawodu lekarza w Szpitalu św. Tomasza w Londynie. W lipcu 1932 roku, po odbyciu szkolenia w dziedzinie chirurgii, w najmłodszym możliwym wieku – 25 lat – został przyjęty do Royal College of Surgeons. W trakcie stażów w Szpitalu św. Tomasza Ridley miał styczność z najlepszymi angielskimi okulistami co, obok zawodu ojca, wpłynęło na wybór jego dalszej specjalizacji. W latach 1933–34 odbył kilka rejsów w charakterze lekarza okrętowego. Następnie przez rok szkolił się w dziedzinie okulistyki w londyńskim szpitalu okulistycznym Moorfields. Nabył tam doświadczenia w zabiegach usuwania zaćmy powszechnie wówczas stosowaną metodą wewnątrztorebkowego usunięcia soczewki. Chociaż nie pozwolono mu wówczas usuwać soczewki metodą zewnątrztorebkową, Ridley zauważył już wtedy, że jest ona znacznie bezpieczniejsza.
10 maja 1941 roku Harold Ridley poślubił w Surrey Elisabeth Weatherhill. Małżeństwo miało trójkę dzieci: Margaret (1942), Nicholasa (1943) i Davida (1951).
W tym samym miesiącu Ridley został powołany w stopniu majora do Korpusu Medycznego Armii Brytyjskiej. Służbę rozpoczął w Ghanie. Czas tam spędzony wykorzystał do przeprowadzania badań nad onchocerkozą i niedoborem witaminy A oraz do organizacji ośrodków leczenia zaćmy. W efekcie swych badań Ridley opisał charakterystyczne dla onchocerkozy zmiany na dnie oka (objaw nazywany Hissette-Ridley fundus) oraz wysunął hipotezę, że przyczyną przeniesienia onchocerkozy z Afryki do Ameryki był handel niewolnikami . W latach 1944–45 służył w Azji Południowo-Wschodniej, gdzie zajmował się wynikającymi z niedożywienia zaburzeniami wzroku u jeńców uwolnionych z rąk japońskich.
Po zakończeniu wojny Ridley prowadził prywatną praktykę okulistyczną oraz pracował w Moorsfield Eye Hospital i Szpitalu Św. Tomasza. Na przełomie lat 40. i 50. prowadził pionierskie badania nad wykorzystaniem telewizji w chirurgii oka – prowadził transmisje obrazu z operacji zarówno z zewnątrz, jak i z wnętrza gałki ocznej. W latach 50. podróżował wielokrotnie do Stanów Zjednoczonych demonstrując tam swoją technikę leczenia zaćmy .
W marcu 1967 roku Harold Ridley założył fundację Ridley Eye Foundation zasilając ją całością funduszy otrzymanych w spadku po rodzicach – 21 000£. Fundacja ta ma dwa cele: pomoc osobom w trudnej sytuacji finansowej oraz wsparcie opieki okulistycznej w krajach rozwijających się. Realizując te cele Ridley podróżował po świecie ze swoją żoną demonstrując chirurgiczne techniki okulistyczne i szkoląc miejscowych okulistów. Jednym z sukcesów tej działalności było obniżenie o 90% częstości występowania ślepoty wśród dzieci zamieszkujących dolinę rzeki Luapula.
W roku 1971 Ridley przeszedł na emeryturę, opuścił Londyn i zamieszkał w Stapleford. Na początku lat 90. XX wieku przeszedł w Szpitalu św. Tomasza zabieg wszczepienia dwóch sztucznych soczewek.
Dowodów uznania dla swojego wynalazku doczekał się Ridley dopiero pod koniec lat 70. XX wieku, kiedy został uhonorowany przez amerykańskie towarzystwa oftalmologiczne. W roku 1986 został przyjęty w poczet członków Royal Society. 9 lutego 2000 roku otrzymał tytuł szlachecki z rąk królowej Elżbiety II.

## Wynalezienie nowej metody leczenia zaćmy

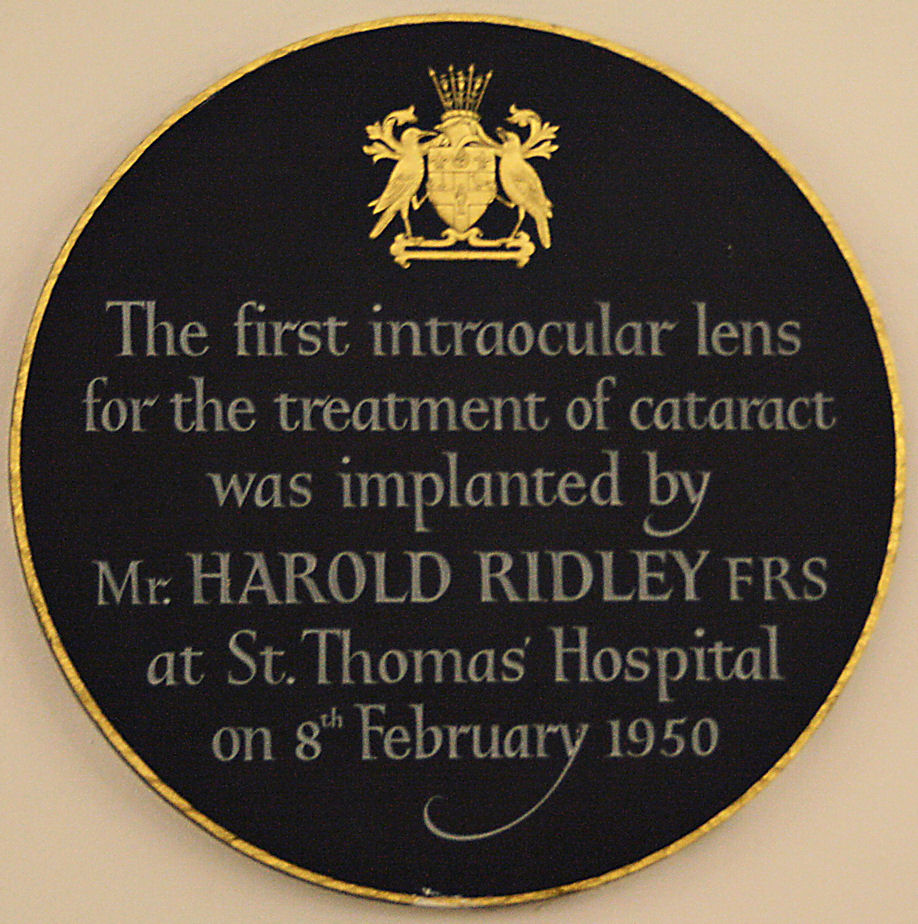
Plakietka upamiętniająca pierwszy zabieg trwałego wszczepienia sztucznej soczewki (soczewka wszczepiona 29 listopada 1949 roku została wówczas usunięta i zastąpiona na stałe nową)

W roku 1940 pacjentem Ridleya został Gordon Cleaver – pilot RAF ranny podczas bitwy o Anglię, który stracił wzrok na skutek utkwienia w jego oczach licznych odłamków szkła akrylowego. Opiekujący się nim przez osiem lat Ridley zauważył, że tkanki ludzkiego oka tolerują plastik bez reakcji zapalnej ani innych efektów niepożądanych. Naprowadziło go to na pomysł zastosowania szkła akrylowego jako materiału na sztuczną soczewkę oka.
Przygotowania do pierwszego zabiegu wszczepienia sztucznej soczewki Ridley rozpoczął w roku 1948 z pomocą pracownika firmy optycznej Rayner & Keeler Johna Picka. Pierwszy w historii zabieg wszczepienia sztucznej soczewki wewnątrzgałkowej został przeprowadzony przez Harolda Ridleya 29 listopada 1949 roku w Szpitalu św. Tomasza w Londynie. Pacjentem była 45-letnia pielęgniarka Elisabeth
Atwood. Informację o swojej metodzie leczenia zaćmy Ridley zamieścił po raz pierwszy w czasopiśmie St Thomas’ Hospital Reports (1951), a jej pierwszej publicznej prezentacji dokonał podczas konferencji Oxford Ophthalmological Congress w lipcu 1951 roku. Jego metoda spotkała się z silną krytyką i niechęcią środowisk akademickich, co Ridley przypłacił trwającą wiele lat depresją. Krytyka ta była częściowo uzasadniona powikłaniami zabiegu wynikającymi z niedoskonałości ówczesnych sztucznych soczewek – Ridley nie potrafił rozwiązać problemu trwałego ich mocowania, dobrał niewłaściwe parametry ich krzywizn skutkujące znaczną krótkowzrocznością, początkowo stosował też niewłaściwą metodę ich wyjaławiania, co prowadziło do powstawania stanu zapalnego w oku.
Dopiero w połowie lat 70. XX wieku leczenie zaćmy wszczepianiem sztucznych soczewek zaczęło być zauważane na międzynarodowych kongresach oftalmologicznych, a powszechnej akceptacji i stosowania doczekało się w latach 80. Ridley nie opatentował swojej metody leczenia zaćmy traktując ją jako dar dla ludzkości.